# Gwinnett Stripers
Gwinnett Stripers är en professionell basebollklubb i Lawrenceville i Georgia i USA. Klubben spelar i International League, en farmarliga på den högsta nivån (AAA) under Major League Baseball (MLB). Moderklubb är Atlanta Braves. Klubbens hemmaarena är Coolray Field.
Klubben har fått sitt namn efter Gwinnett County, där Lawrenceville är huvudort.
Lawrenceville är en förort till Atlanta och det tar bara en dryg halvtimme att ta sig mellan moderklubbens och Gwinnett Stripers arenor. Bara Seattle Mariners har närmare till sin AAA-klubb Tacoma Rainiers.

## Historia
Klubben grundades 2009, då Atlanta Braves flyttade sin högsta farmarklubb Richmond Braves till Lawrenceville. Orsaken var att man hade misslyckats med att få till stånd en ny arena i Richmond medan myndigheterna i Gwinnett County lovade att bygga en ny arena. Flytten tillkännagavs i januari 2008.
2016 var första gången som klubben vann sin division, även om vinstprocenten (45,5 %) var den lägsta någonsin för en divisionsmästare i en liga i Minor League Baseball som spelar en full säsong. I slutspelet gick klubben ända till final, där man dock förlorade mot Scranton/Wilkes-Barre RailRiders.
Inför 2018 års säsong bytte klubben smeknamn från Braves till Stripers och man bytte samtidigt logotyper och färgschema.
Hemmaarena har hela tiden varit Coolray Field, som från början kallades Gwinnett Stadium.